# Cedar Mill
Cedar Mill és una concentració de població designada pel cens dels Estats Units a l'estat d'Oregon. Segons el cens del 2000 tenia 12.597 habitants.

## Demografia
Segons el cens del 2000, Cedar Mill tenia 12.597 habitants, 4.723 habitatges, i 3.428 famílies. La densitat de població era de 1.307,5 habitants per km².
Dels 4.723 habitatges en un 39,4% hi vivien nens de menys de 18 anys, en un 60,8% hi vivien parelles casades, en un 8,3% dones solteres, i en un 27,4% no eren unitats familiars. En el 21% dels habitatges hi vivien persones soles el 4,3% de les quals corresponia a persones de 65 anys o més que vivien soles. El nombre mitjà de persones vivint en cada habitatge era de 2,67 i el nombre mitjà de persones que vivien en cada família era de 3,12.
Per edats la població es repartia de la següent manera: un 28,4% tenia menys de 18 anys, un 6,9% entre 18 i 24, un 31,1% entre 25 i 44, un 25,5% de 45 a 60 i un 8,1% 65 anys o més.
L'edat mediana era de 36 anys. Per cada 100 dones de 18 o més anys hi havia 97 homes.
La renda mediana per habitatge era de 65.730 $ i la renda mediana per família de 79.529 $. Els homes tenien una renda mediana de 62.901 $ mentre que les dones 36.369 $. La renda per capita de la població era de 33.555 $. Aproximadament el 4,7% de les famílies i el 6,7% de la població estaven per davall del llindar de pobresa.

## Poblacions més properes
El següent diagrama mostra les poblacions més properes.